# Wozzeck
Wozzeck é a primeira e mais famosa ópera do compositor austríaco Alban Berg. Baseia-se na peça (incompleta) do dramaturgo alemão Georg Büchner intitulada Woyzeck.
para três actos com cinco cenas cada.
O trabalho foi iniciado em 1917 após Berg ter sido autorizado a deixar o seu regimento durante a Primeira Guerra Mundial.  Completou a ópera em 1922.  Erich Kleiber foi o maestro da estreia de Wozzeck na Ópera Estatal de Berlim em 14 de Dezembro de 1925.
Wozzeck é um dos mais famosos exemplos de atonalidade (música que evita estabelecer uma tónica). O estilo atonal ajuda à dramatização dos temas da alienação e loucura. Berg seguiu as pisadas do seu mestre Arnold Schoenberg ao usar a atonalidade livre para expressar emoções e os processos de pensamento das personagens em palco.

## Personagens
- Wozzeck - soldado
- Marie - sua amante e prostituta
- Hauptmann - Capitão
- Andres - outro soldado
- Doktor - médico
- Tambourmajor - tocador de tambor
- Margret
- Kind - criança

## Sinopse

### Acto I
Cena 1: Wozzeck faz a barba ao Capitão que o repreende por levar uma vida imoral. Wozzeck protesta que é difícil ser virtuso quando se é pobre.
Cena 2: Wozzeck e Andres cortam madeira ao fim do dia. Wozzeck tem visões assustadoras e Andres tenta acalmá-lo, mas sem êxito.
Cena 3: Uma parada militar passa perto da casa de Marie. Margret repreende Marie por namorar com os soldados. Surge Wozzeck em cena e conta a Marie as terríveis visões.
Cena 4: O Médico culpa Wozzeck por não seguir as suas instruções sobre dieta e comportamento. Contudo, quando o Dr. ouve o relato das aberrações mentais de Wozzeck, fica encantado e congratula-se a si mesmo pelo êxito da sua experiência.
Cena 5: Marie observa o tocador de tambor a partir do seu quarto. Este tenta uma aproximação, à qual ela resiste de início, e depois entrega-se.

### Acto II
Cena 1: Quarto de Marie: Marie observa ao espelho os brincos que o Tambor Mor lhe ofereceu; Wozzeck pergunta-lhe onde os arranjou, e Marie responde que os encontrou. Pouco convencido, Wozzeck entrega à mulher a sua solda e mais algumas moedas que o Capitão e o Doutor lhe deram, e sai. Marie tem um momentâneo rebate de consciência. Depois encolhe os ombros com indiferença.
Cena 2: Rua: O Capitão e o Doutor conversam quando passa Wozzeck, a quem escolhem como motivo de sarcasmo. O Capitão refere Marie e o Tambor Mor, e o soldado foge.
Cena 3: À porta da casa de Marie: Wozzeck, ciumento, trava um violento diálogo com Marie, que declara preferir levar uma facada a que ele a bata. Depois entra em casa, deixando Wozzeck a remoer aquelas palavras.
Cena 4: Festa no jardim da taberna: Operários, soldados e criados dançam, enquanto Andrés e dois aprendizes cantam. Marie dança com o Tambor Mor. Wozzeck chega e observa-os, contendo a fúria. Andrés pergunta-lhe o que tem, e Wozzeck responde com palavras de morte. Andrés julga-o embriagado, e despreocupa-se. Um Louco senta-se ao lado de Wozzeck e diz que tudo aquilo é muito alegre mas que cheira a sangue. "Sangue" – uma palavra agora obsessiva para Wozzeck.
Cena 5: Caserna: Wozzeck acorda sobressaltado, e confessa a Andrés andar obcecado com o baile, Marie, o Tambor Mor, uma faca… Depois chega o Tambor Mor, bêbedo, gabando-se da conquista de Marie e escarnecendo de Wozzeck, a quem convida a beber com ele. Wozzeck responde assobiando. O Tambor Mor irrita-se e agride-o. Wozzeck luta e regressa à cama, ensanguentado, murmurando: "Primeiro um, depois o outro".

### Acto III
Cena 1: Em seu quarto, a noite, Marie le para si mesmo a biblia. Ela clama por perdão.
Cena 2: Wozzeck e Marie estão andando entre as árvores perto de um lago. Marie está ansiosa para partir, mas Wozzeck a impede. Enquanto uma lua vermelha aparece, Wozzeck fica determinado de que se ele não pode ter Marie, ninguém mais a terá, e a esfaqueia.
Cena 3: Pessoas estão dançando em uma taverna. Wozzeck entra, e quando vê Margret, dança com ela e a puxa para seu colo. Ele a insulta, e depois pede a ela para cantar uma música para ele. Ela canta, mas percebe sangue em sua mão e cotovelo. Todos começam a gritar com ele, e Wozzeck, agora agitado e obcecado com seu sangue, corre para fora da taverna.
Cena 4: Retornando a cena do crime, Wozzeck fica obcecado com o pensamento de que a faca com que matou Marie irá incriminá-lo, e a joga no lago. Quando a lua vermelho-sangue aparece de novo, ele mergulha no lago e se afoga. O Capitão e o Doutor, que estavam passando, ouvem os lamentos de Wozzeck e correm com medo.
Cena 5: Na manhã seguinte, crianças brincam no sol. As noticias de que o corpo de Marie foi encontrado se espalham, e eles todos correm para ve-la, exceto pelo garotinho de Marie, que, depois de um momento abstraído, segue os outros.